# 矢野薫
矢野 薫（やの かおる、1944年2月23日 - ）は、日本の実業家。日本電気(NEC)社長を務めた。神奈川県出身。

## 経歴
1966年に東京大学工学部電気工学科を卒業し、同年に日本電気に入社。アメリカ合衆国のスタンフォード大学院での留学、アメリカ社での勤務を経て、1995年に取締役に就任し、常務、専務を経て、2004年6月に副社長に就任。
2005年3月には代表取締役執行役員を兼務。2006年4月に社長に昇格。この社長就任は、前任の金杉明信の体調不良によるものであった（金杉は同年11月に死去）。
矢野は社長在任中に、次世代ネットワーク(NGN)を将来の新たな中核事業とする方針を打ち出した。また社内の短期志向を是正するため、長期ビジョンを打ち出してそれに基づく中期経営計画を作成させた。しかし、2008年度（2009年3月期）決算は半導体事業などの不振が響いて当期損益では2966億円の赤字となり、決算発表の席で「不採算事業の撲滅」や人員削減を表明せざるを得なくなった。これを受けて、当時グループ会社（NECエレクトロニクス）だった半導体事業をルネサステクノロジと統合の上、非連結事業化（ルネサスエレクトロニクスに移行）した。
2010年4月に会長となり、2016年4月まで務めた。
2022年旭日重光章受章。